# Rosanne Cash
Rosanne Cash (Tennessee, 24 de maio de 1955) é uma cantora e compositora americana. Ela é a filha mais velha do ícone da música country Johnny Cash e sua primeira esposa, Vivian Liberto Cash Distin.
Apesar de ser classificada como uma cantora de country, ela também foca outros estilos musicais, como folk, rock, pop e blues. Na década de 1980, lançou vários singles de sucesso, como o clássico "Seven Year Ache", que ficou em primeiro lugar das paradas de música country nos Estados Unidos. Em 1990, Rosanne lançou o disco Interiors, onde ela tentou se separar da linha country e diversificar seu estilo. No ano seguinte, ela se mudou de Nashville para a cidade de Nova Iorque, onde seguiu sua carreira. Desde então ela lançou mais cinco álbuns, escreveu dois livros e saiu em várias turnês de sucesso.
Em 1985, ela ganhou um prêmio Grammy por "I Don't Know Why You Don't Want Me". Também foi nomeada a outros doze destes prêmios. Ela tem onze canções que atingiram o topo das paradas de música country dos Estados Unidos, e faturou dois discos de ouro por lá.
Ela foi interpretada, como criança, pela atriz Hailey Anne Nelson no filme Walk the Line, de 2005, que falava sobre a vida do seu pai.